# Marcus Mariota
Marcus Ardel Taulauniu Mariota (3 de outubro de 1993, Honolulu, Havaí) é um jogador de futebol americano que atualmente joga pelo Washington Commanders na National Football League. Enquanto jogava na Universidade de Oregon, ele venceu o Heisman Trophy de 2014 como o melhor jogador universitário do ano. Draftado pelo Tennessee Titans, em seu primeiro jogo como profissional na NFL, lançou para quatro touchdowns, sendo crucial na vitória do seu time na sua estreia.
Após quatro temporadas sendo titular nos Titans, em 13 de outubro de 2019, Mariota foi destituído de sua posição de quarterback titular, perdendo seu posto para Ryan Tannehill durante o terceiro quarto do jogo contra o Denver Broncos, enquanto Tennessee perdia por 16 a 0. A partir da semana seguinte, no jogo contra o Los Angeles Chargers, Mariota ficou de vez no banco de reservas, entrando apenas no último jogo da temporada regular, contra o Houston Texans, no qual conseguiu um passe completo de 24 jardas. Ele depois jogou por um ano no Atlanta Falcons e depois para o Philadelphia Eagles, antes de ser transferido para os Commanders.